# Pueblo circasiano
Los circasianos (idioma circasiano: Адыгэхэр, Adygekher) son una etnia del noroeste del Cáucaso nativa de Circasia, que fueron desplazados en el curso de la conquista rusa del Cáucaso en el siglo xix, especialmente tras la guerra ruso-circasiana de 1864. En su sentido más estricto, el término circasiano incluye las doce tribus adiguesas (circasiano: Адыгэ, Adyge), tres de ellas democráticas y nueve aristocráticas: Abzakh, Besleney, Bzhedug, Hatuqwai, Kabardian, Mamkhegh, Natukhai, Shapsug, Temirgoy, Ubykh, Yegeruqwai y Zhaney, cada una de ellas representada por una estrella en la bandera verde y dorada del pueblo circasiano. Sin embargo, debido a las divisiones administrativas soviéticas, los circasianos también fueron clasificados en los siguientes pueblos: adygueses (de Adigueya), cherkasianos (de Karacháyevo-Cherkesia), kabardianos (de Kabardino-Balkaria) y shapsugianos (del krai de Krasnodar). No obstante, al margen de esta clasificación, los cuatro pueblos pertenecen al mismo grupo étnico.
Hoy, aproximadamente 800 000 circasianos permanecen en la Circasia histórica, mientras que 4 500 000 viven en otros lugares.
Caterina, originaria de Circasia fue la madre de Leonardo da Vinci. Era la esclava de un matrimonio de comerciantes florentinos y de su encuentro con el joven notario Piero da Vinci nació el genio del Renacimiento. 

## Datos relevantes

### Población total
La cifra total de circasianos se estimaba a fecha de 2010 en unos 4-8 millones. Alrededor de 800 000 circasianos permanecen en la histórica Circasia (las actuales repúblicas circasianas de Adigueya, Kabardia-Balkaria, Karacháyevo-Cherkesia así como el krai de Krasnodar y las partes sudoeste del krai de Stávropol y el óblast de Rostov), y otras viven en la Federación de Rusia fuera de estas repúblicas y krais. El censo ruso de 2010 registró 718 727 circasianos, de los cuales 516 826 son kabardianos, 124 835 son otros adygueses en Adigueya, 73 184 son cherkasianos y 3882 son shapsug.
La Organización de Naciones y Pueblos No Representados calculó a principios de la década de 1990 que había unos 3,7 millones de personas de «etnia circasiana» (en más de 50 países), fuera de las repúblicas circasianas titulares (lo que supone que solo una de cada siete «circasianos étnicos» viven en su lugar de origen), y que de estos 3,7 millones, más de 2 millones residen en Turquía, 300 000 en el Levante (en su mayoría en Jordania y Siria) y Mesopotamia, y 50 000 en Europa Occidental y los Estados Unidos.

### Regiones con poblaciones significativas
- Turquía; aproximadamente 2 000 000[7]
- Rusia: 720 000 (censo de 2010)[5]
- Jordania: 65 000 - 180 000
- Siria: 80 000 - 120.000[8]
- Alemania: 40 000[9]
- Irak: 34 000
- Estados Unidos: 9000 - 25 000
- Arabia Saudita: 23 000
- Egipto: 12 000
- Israel: 4000 - 5000
- Serbia: 2800
- Uzbekistán: 1600
- Ucrania: 1100
- Bulgaria: 600 (censo de 1994)
- Países Bajos: 500

### Idiomas
- Circasiano (hablado por los adigueses del oeste y los cabardinos; los dialectos extintos de ubijé adigués formaban parte de esta lengua).

Los circasianos hablan principalmente el idioma circasiano, un idioma del noroeste del Cáucaso con tres dialectos principales y múltiples subdialectos. Muchos circasianos hablan también turco, ruso, inglés, árabe y hebreo; fueron exiliados por Rusia a tierras del Imperio otomano, donde vive la mayoría de ellos en la actualidad.

### Religión
- Predominantemente musulmana.
- Minoría ortodoxa cristiana y católica, así como paganismo abjaso-circasiano.

La mayoría de los circasianos son musulmanes sunitas.

## Etnónimos
Los circasianos se refieren a sí mismos como adigueses (también transcrito como adyga, adyge, adygei, adyghe, attéghéi). Se cree que el nombre deriva de atté «altura», término que designa a un montañero o montañés, y ghéi, «mar», cuyo significado es «un pueblo que habita en un país montañoso cerca de la costa», o «entre dos mares».
El exónimo «circasiano» se aplica ocasionalmente a los adigueses y abaza del norte del Cáucaso. El término circasiano es una latinización de Siraces, el nombre griego de la región, llamada Shirkess por los jázaros y más tarde los cherkesios. Este último era el nombre turco para los adigueses, cuyos orígenes se remontan al siglo XV; se hizo popular entre los comerciantes y viajeros genoveses medievales en Circasia.
Los pueblos turcos y los rusos los llaman Adigués cherkesios.
A pesar de que poseen un endónimo y un exónimo ruso prácticamente idénticos, las autoridades soviéticas clasificaron en cuatro grupos distintos a los circasianos: 
- Kabardianos, circasianos de Kabardia-Balkaria (circasianos que hablan el idioma kabardiano (Табл._1._Национальный_состав_населения (enlace roto disponible en Internet Archive; véase el historial, la primera versión y la última).), uno de los dos pueblos indígenas de esa república.
- Cherkesios en adigués: Шэрджэс, romanizado: Šărdžăs, circasianos de Karacháyevo-Cherkesia (circasianos que hablan el idioma cherkesio o circasiano), uno de los dos pueblos indígenas de la república que son en su mayoría kabardianos de Besleney. El nombre «cherkesio» es el exónimo ruso de «circasiano» y se utilizó antes de la época soviética para designar a todos los circasianos.
- Adigueses, la población indígena de Kubán, que incluye a Adigueya y el krai de Krasnodar.
- Shapsug, los habitantes indígenas tradicionales de Shapsugia. Viven en el distrito de Tuapse y en el distrito de la ciudad de Lázarevskoye (antes Shapsugsky) de Sochi, tanto en el krai de Krasnodar como en Adigueya.